# Jan Meyerowitz
Jan Meyerowitz (eigenlijk: Hans-Hermann Meyerowitz) (Breslau, 23 april 1913 – Colmar, 15 december 1998) was een Duits-Amerikaans componist, muziekpedagoog, dirigent, pianist en schrijver. 

## Levensloop
Meyerowitz groeide op in Breslau als zoon van de eigenaar van een vlasfabriek. Vanaf 1927 studeerde hij bij Walter Gmeindl en Alexander von Zemlinsky in Berlijn. Na de overname van de politieke macht door de NSDAP moest hij Duitsland verlaten en vertrok hij naar Italië. Hij studeerde aldaar bij Ottorino Respighi, Alfredo Casella en de dirigent Bernardino Molinari. In 1938 vertrok hij naar België en in 1939 naar Zuid-Frankrijk, waar hij contacten met de Résistance had. Met hulp van zijn latere echtgenote, de zangeres Marguerite Fricker, kon hij in Marseille onderduiken en de Duitse bezetting doorstaan. 
In 1946 vertrok Meyerowitz naar de Verenigde Staten en werd daar op muziekgebied werkzaam. Van 1948 tot 1951 was hij assistent van Boris Goldovsky aan het Berkshire Music Center (Tanglewood). In 1951 werd hij genaturaliseerd en was sindsdien Amerikaans staatsburger. Vervolgens werkte hij als docent aan het Brooklyn-College in Brooklyn van 1954 tot 1961 en van 1962 tot 1980 aan het New York City College. Nadat hij gepensioneerd was, ging hij naar Frankrijk terug. 
Als componist schreef hij talrijke werken in diverse genres.

## Composities

### Werken voor orkest
- 1954 Midrash Esther, symfonie voor orkest 
  1. Andante grave assai
  2. Haman (Molto agitato e feroce)
  3. Esther and Ahasuerus (Adagio-cantabilissimo)
  4. Purim (Allegro aggressivo, ma festoso)
- 1959 Flemish Overture, voor orkest
- 1962 Concert, voor hobo en orkest
- 1962 Concert, voor dwarsfluit en orkest
- 1967 Zes stukken, voor orkest
- 1968 Sinfonia brevissima, voor orkest
- 1974 Zeven stukken, voor orkest

### Werken voor harmonieorkest
- 1957 Three Comments on War, voor harmonieorkest
- 1974 Four Movements, voor harmonieorkest
- 1978 Four Romantic Pieces, voor harmonieorkest

### Missen of andere kerkmuziek
- 1954 Missa Rachel Plorans, mis voor gemengd koor a capella
- 1955 The Glory Around His Head, paascantate voor middenstem, gemengd koor en piano - libretto: Langston Hughes
- 1962 Hebrew Service
- 1962 Friday Evening service, voor gemengd koor
- 1963 Vijf geestelijke liederen, voor bas en orkest
- 1965 The rabbis, voor gemengd koor
- Arvit Shir hadash l'shabbat (Een nieuw lied voor de Sabbat)
- Emily Dickinson Cantata
- How Godly Is the House of God, voor gemengd koor en piano - libretto: Langston Hughes
- New Plymouth Cantata, voor vocalisten, gemengd koor en piano - libretto: Dorothy Gardner
- The Five Foolish Virgins, oratorium - libretto: Langston Hughes

### Muziektheater

#### Opera's
| Voltooid in | titel                                                                                    | aktes       | première                                                                               | libretto                                                                        |
| ----------- | ---------------------------------------------------------------------------------------- | ----------- | -------------------------------------------------------------------------------------- | ------------------------------------------------------------------------------- |
| 1949        | Simoon                                                                                   | 1 akte      | 2 augustus 1949, Tanglewood                                                            | Peter John Stephens naar August Strindberg                                      |
| 1949        | The Barrier (Die Schranke oder Der Mulatte; "Il Mulatto")                                | 2 bedrijven | 18 januari 1950, New York, Columbia-universiteit                                       | Langston Hughes                                                                 |
| 1951        | Emily Dickinson (vroeger: Eastward in Eden) daaruit de 2e akte met de titel: The Meeting | 4 bedrijven | 16 november 1951, Detroit; (The Meeting) = 16 september 1955, Falmouth (Massachusetts) | Dorothy Gardner                                                                 |
| 1952        | Bad Boys in School                                                                       | 1 akte      | 17 augustus 1953, Tanglewood                                                           | van de componist naar Johann Nestroy "Die schlimmen Buben in der Schule" (1847) |
| 1957-1960   | Esther                                                                                   | 1 akte      | 4 augustus 1960, Tanglewood                                                            | Langston Hughes                                                                 |
| 1960-1961   | Godfather Death                                                                          | 3 bedrijven | 1 juni 1961, New York                                                                  | Peter John Stephens                                                             |
| 1966-1967   | Die Winterballade oder Die Doppelgängerin                                                | 3 bedrijven | 29 januari 1967, Hannover                                                              | van de componist, naar Gerhart Hauptmann                                        |
|             | Port Town                                                                                |             |                                                                                        | Langston Hughes                                                                 |

### Vocale muziek

#### Cantates
- The Story of Ruth, voor sopraan en piano
- Hérodiade - tekst: Stéphane Mallarmé

#### Werken voor koor
- 1954 On the land and on the sea, voor gemengd koor en orgel (of piano) - tekst: Christina Georgina Rossetti
- 1957 Stone, steel, dominions pass, voor mannenkoor en hoorn - tekst: Alfred Edward Housman
- 1963 Lilly Dale, voor gemengd koor
- Two Choruses, voor gemengd koor - tekst: Alfred Edward Housman
  1. The farms of home
  2. Stone, steel, dominions pass

#### Liederen
- 1954 On a pallet of straw, voor sopraan, gemengd koor en piano - tekst: Langston Hughes
- 1964 Bright Star, voor hoge stem en piano - tekst: John Keats
- Entfremdende Arbeit, voor sopraan en strijkkwartet
- For Marguerite
- Fragile, voor sopraan en strijkkwartet
- Lösung, voor sopraan en strijkkwartet
- So oder so, voor sopraan en strijkkwartet

### Kamermuziek
- 1936-1955 Strijkkwartet
- Short Suite, voor koperblazers (3 trompetten, 3 hoorns, 2 trombones en tuba)

## Publicaties
- Arnold Schönberg, Berlijn (Colloquium) 1967 (= Köpfe des 20. Jahrhunderts, Band 47)
- Der echte jüdische Witz, Berlijn (Colloquium) 1971. Nieuwe uitgave: Berlijn (Arani-Verlag) 1997. ISBN 3-7605-8669-4